# Nombre 172
El nombre 172 (CLXXVII) és el nombre natural que segueix el nombre 171 i precedeix el nombre 173.
La seva representació binària és 10101100, la representació octal 254 i l'hexadecimal AC.
La seva factorització en nombres primers és 2²×43; altres factoritzacions són 1×172 = 2×86 = 4×43.
Es pot representar com a la suma de dos nombres primers consecutius: 83 + 89 = 172; és un nombre 3-gairebé primer: 2 × 2 × 43 = 172.